# Sankt Peders Sogn (Slagelse Kommune)
Sankt Peders Sogn ist eine Kirchspielsgemeinde (dän.: Sogn) auf der dänischen Insel Seeland.
Bis 1970 gehörte sie zur Harde Slagelse Herred im damaligen Sorø Amt, danach zur Slagelse Kommune, die wiederum im Zuge der Kommunalreform zum 1. Januar 2007 in der erweiterten Slagelse Kommune als Teil der Region Sjælland aufgegangen ist.

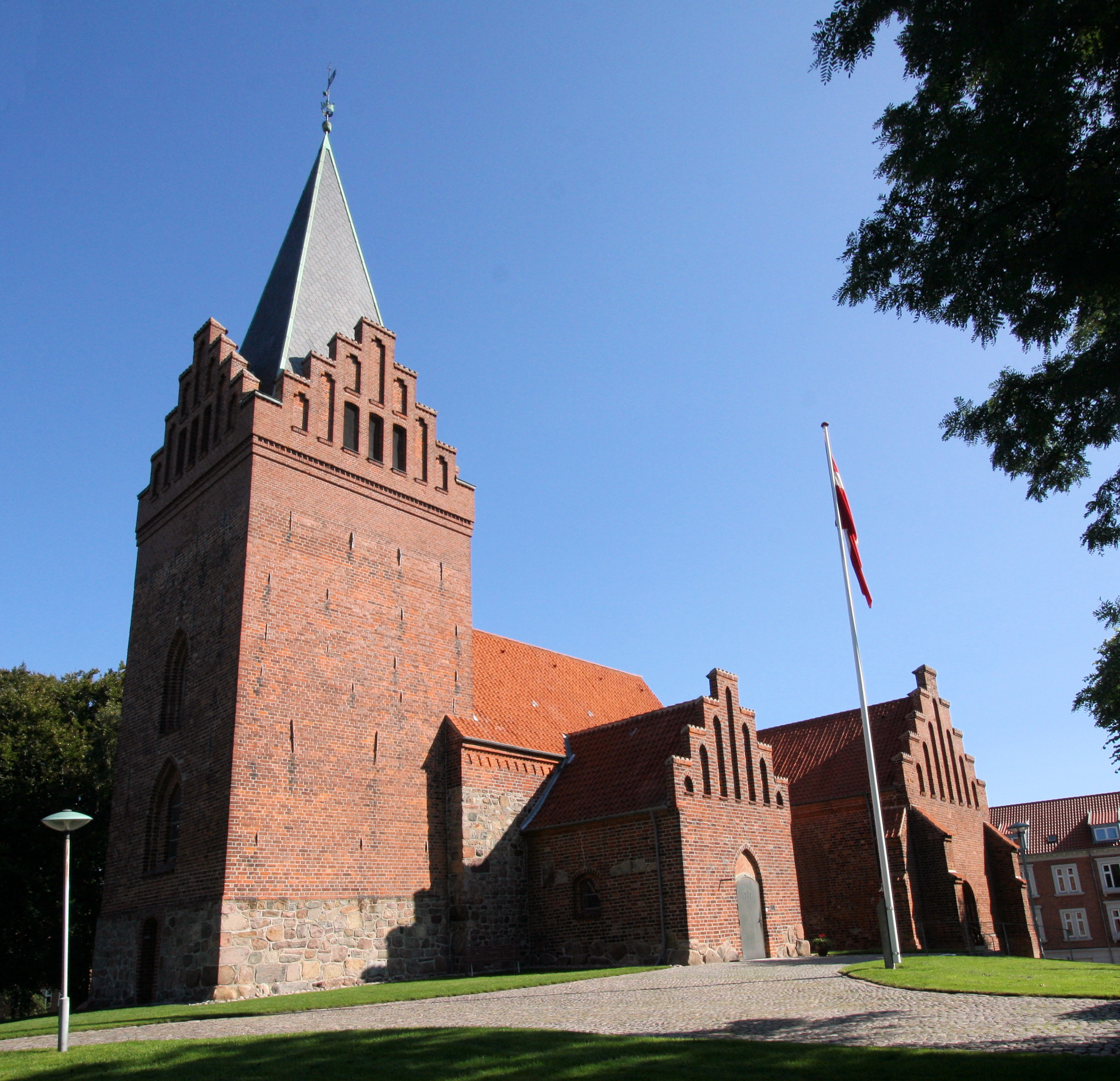
Sankt Peders Kirke in Slagelse

Am 1. Januar 2023 lebten von den 34.648 Einwohnern der Stadt Slagelse 10.234 Einwohner im Kirchspiel. Die „Sankt Peders Kirke“ und die „Helligåndskirken“ liegen auf dem Gebiet der Gemeinde.
Nachbargemeinden sind im Norden Havrebjerg Sogn, im Nordosten Nørrevang Sogn, im Osten Sankt Mikkels Sogn, im Südosten Antvorskov Sogn, im Süden Slots Bjergby Sogn und Hemmeshøj Sogn, im Westen Hejninge Sogn sowie im Nordwesten Kirke Stillinge Sogn.